# Monténégro européen

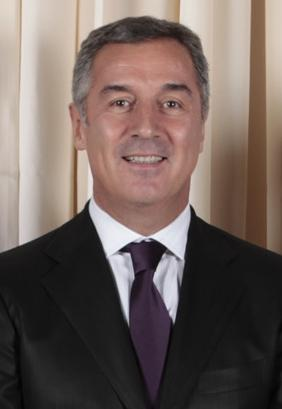
Milo Đukanović, président du DPS et fondateur de la coalition.

Le Monténégro européen (Европска Црна Гора, ECG, en monténégrin) est une coalition politique de centre gauche monténégrine, fondée pour les élections législatives de 2006, mais dont les origines remontent au scrutin de 1998.

## Composition politique

### Avant l'indépendance
Elle se compose principalement du Parti démocratique socialiste du Monténégro (DPS), issu de la Ligue des communistes de Yougoslavie, et du Parti social-démocrate du Monténégro (SDP). En 1998, sous le nom « Pour une vie meilleure », s'y ajoutait le Parti populaire (NS). En 2001, le DPS et le SDP sont les deux seuls à faire partie de l'alliance, alors baptisée « Victoire du Monténégro - Coalition démocratique », mais dès le scrutin anticipé de 2002, le NS revient dans la « Liste démocratique pour un Monténégro européen ». 

### Après l'indépendance
Pour les élections de 2006, le NS fait de nouveau cavalier seul et l'alliance, désormais appelée « Pour un Monténégro européen », accueille alors l'Initiative citoyenne croate (HGI), première formation à base ethnique à rejoindre la coalition. À l'occasion des élections de 2009, l'alliance, qui porte maintenant le nom de « Monténégro européen », s'élargit au Parti bosniaque (BS).
Reconduite pour les élections législatives anticipées de 2012, l'alliance réunit pour cette occasion le DPS, le SDP et le Parti libéral du Monténégro (LPCG).

## Scores
| Scrutin | Chef de file    | Score (%) | Sièges  | Statut   |
| ------- | --------------- | --------- | ------- | -------- |
| 1998    | Milo Đukanović  | 48,9      | 42 / 78 | Majorité |
| 2001    | Filip Vujanović | 42,0      | 36 / 79 | Majorité |
| 2002    | Milo Đukanović  | 48,0      | 39 / 75 | Majorité |
| 2006    | Milo Đukanović  | 48,6      | 41 / 81 | Majorité |
| 2009    | Milo Đukanović  | 51,9      | 48 / 81 | Majorité |
| 2012    | Milo Đukanović  | 46,3      | 39 / 81 | Majorité |